# مونته‌لانیکو
مونته‌لانیکو (به ایتالیایی: Montelanico) یک کومونه در ایتالیا است که در استان رم واقع شده‌است.

## خصوصیات
مونته‌لانیکو ۳۴٫۹۹ کیلومترمربع مساحت و ۲٬۰۵۹ نفر جمعیت دارد و ۲۹۷ متر بالاتر از سطح دریا واقع شده‌است.